# Medailové pořadí na Zimních olympijských hrách 1960
Toto je medailové pořadí zemí na Zimních olympijských hrách 1960, které se konaly v Squaw Valley ve Spojených státech amerických od 18. února 1960 do 28. února 1960. Těchto her se zúčastnilo 665 sportovců z 30 zemí v 27 disciplínách ve 4 sportech.

## Počet medailí
Toto je kompletní tabulka počtu medailí udělených na Zimních olympijských hrách 1960 podle údajů Mezinárodního olympijského výboru.
| Pořadí | Země                           | Zlato | Stříbro | Bronz | Celkem |
| ------ | ------------------------------ | ----- | ------- | ----- | ------ |
| 1      | Sovětský svaz (URS)            | 7     | 5       | 9     | 21     |
| 2      | Tým sjednoceného Německa (EUA) | 4     | 3       | 1     | 8      |
| 3      | Spojené státy americké (USA)   | 3     | 4       | 3     | 10     |
| 4      | Norsko (NOR)                   | 3     | 3       | 0     | 6      |
| 5      | Švédsko (SWE)                  | 3     | 2       | 2     | 7      |
| 6      | Finsko (FIN)                   | 2     | 3       | 3     | 8      |
| 7      | Kanada (CAN)                   | 2     | 1       | 1     | 4      |
| 8      | Švýcarsko (SUI)                | 2     | 0       | 0     | 2      |
| 9      | Rakousko (AUT)                 | 1     | 2       | 3     | 6      |
| 10     | Francie (FRA)                  | 1     | 0       | 2     | 3      |
| 11     | Nizozemsko (NED)               | 0     | 1       | 1     | 2      |
| 11     | Polsko (POL)                   | 0     | 1       | 1     | 2      |
| 13     | Československo (TCH)           | 0     | 1       | 0     | 1      |
| 14     | Itálie (ITA)                   | 0     | 0       | 1     | 1      |
| Celkem | Celkem                         | 28    | 26      | 27    | 81     |